# Astrid van Saksen-Coburg
Astrid Joséphine-Charlotte Fabrizia Elisabeth Paola Marie (Brussel, 5 juni 1962), prinses van België, aartshertogin van Oostenrijk-Este, is het tweede kind van koning Albert II en koningin Paola van België. De prinses werd vernoemd naar haar grootmoeder koningin Astrid.
Door haar huwelijk met Lorenz van Oostenrijk-Este op 22 september 1984 is Astrid ook in het bezit van de adellijke titel aartshertogin van Oostenrijk-Este. Uit dit huwelijk kwamen vijf kinderen. Net zoals haar man en kinderen draagt de prinses nog andere titels verbonden aan het huis Oostenrijk-Este. Deze titels worden niet wettelijk erkend in België aangezien buitenlandse titels dragen bij wet verboden is.
Sinds de geboorten van de vier kinderen van haar broer Filip is Astrid vijfde in de lijn van de troonsopvolging.
Prinses Astrid is lid van de Medische component van Defensie. Ze was tevens senator van rechtswege en ze was ook jarenlang voorzitter van het Belgische Rode Kruis.

## Biografie

### Geboorte en jeugd
Prinses Astrid werd geboren op 5 juni 1962. Haar peetouders waren prins Fabrizio Ruffo di Calabria en groothertogin Josephine Charlotte. De prinses groeide op in het Kasteel Belvédère. Na haar middelbare studies in Brussel, studeerde ze gedurende één jaar kunstgeschiedenis aan de Universiteit Leiden in Nederland. Zij voltooide haar opleiding in Genève, aan het Institut d'Etudes européennes, en in Michigan.

#### Naamgeving
Zoals vele leden van koninklijke families draagt prinses Astrid meerdere voornamen, elk met een bepaalde betekenis:
- Astrid verwijst naar haar grootmoeder langs vaderszijde, Astrid van Zweden, echtgenote van koning Leopold III van België.
- Joséphine-Charlotte verwijst naar haar tante en meter, Josephine Charlotte van België, de zus van haar vader.
- Fabrizia verwijst naar haar oom en peter, Fabrizio Ruffo di Calabria, de broer van haar moeder.
- Elisabeth verwijst naar haar overgrootmoeder langs vaderszijde, Elisabeth in Beieren, echtgenote van koning Albert I van België.
- Paola verwijst naar haar moeder, Paola Ruffo di Calabria, echtgenote van koning Albert II van België.
- Marie verwijst naar de Heilige Maagd Maria, een gewoonte aan het Belgische hof.

### Huwelijk en kinderen
Op 22 september 1984 trad prinses Astrid in Brussel in het huwelijk met Lorenz, Aartshertog van Oostenrijk-Este, die Prins van België werd in 1995. Het paar woonde in het Zwitserse Bazel van 1984 tot 1993, waarna ze verhuisden naar Brussel waar ze Villa Schonenberg bewonen op het Koninklijk Domein van Laken. Astrid en Lorenz hebben vijf kinderen:
- Prins Amedeo (21 februari 1986)
- Prinses Maria Laura (26 augustus 1988)
- Prins Joachim (9 december 1991)
- Prinses Luisa Maria (11 oktober 1995)
- Prinses Laetitia Maria (23 april 2003).

In 2016 werd haar eerste kleinkind, Anna Astrid, geboren. In 2019 werd haar tweede kleinkind, Maximilian, geboren. In 2023 haar derde, Alix, en in 2025 het vierde kleinkind en het eerste kind van prinses Maria Laura, Albert.

### Troonopvolging
Op 21 juni 1991 werd artikel 85 van de Belgische Grondwet gewijzigd, waardoor de Salische Wet, die bepaalt dat enkel mannen in aanmerking komen voor de troonopvolging, werd afgeschaft. Astrid kwam hierdoor als derde in lijn te staan voor die troonopvolging, en na de opvolging door haar vader, koning Albert II, als tweede. Ze bleef op die plaats staan tot de geboorte van prinses Elisabeth. Ze is, na de geboorte van de vier kinderen van prins Filip, op de zesde plaats gekomen. Sinds de troonswisseling in 2013, waarbij haar oudere broer Filip de eed aflegde als zevende Koning van België, staat Astrid opnieuw op de vijfde plaats.

## Activiteiten
Zoals haar moeder, Paola Ruffo di Calabria, hecht Astrid veel belang aan sociale problemen en armoede. Ze neemt dan ook deel aan een groot aantal officiële activiteiten zowel in België als in het buitenland. Sinds de troonsbestijging van haar broer Filip in 2013, hebben hij en Mathilde beslist meer activiteiten op zich te nemen waardoor Astrid en Lorenz minder officiële taken kregen. Op 21 juli 2016, de nationale feestdag van België, waren de prinses en haar gezin opmerkelijk niet aanwezig op het nationaal defilé in Brussel. Hierdoor werd een vermoedelijk dispuut in het koningshuis, die werd gecreëerd door de verdeling van activiteiten, voor het publiek duidelijk. Astrids jongere broer Laurent was wel present, maar was de enige aanwezige in de "prinsenbox".
Prinses Astrid werd op 22 mei 1997 lid van de krijgsmacht. Ze legde in Evere de eed af als luitenant-kolonel in aanwezigheid van haar vader Albert II van België en van de toenmalige minister van Defensie Jean-Pol Poncelet. Op 26 december 2003 werd ze gepromoveerd tot kolonel en trad daarmee in de voetsporen van haar overgrootmoeder. In tegenstelling tot haar collega's krijgt de prinses geen traditionele officierenopleiding. In 2000 bracht ze een bezoek aan het Militair Hospitaal in Neder-Over-Heembeek en sporadisch woont ze ook bijeenkomsten van de hoofden van medische diensten van de NAVO bij.
Als dochter van het staatshoofd was ze tot de troonswisseling op 21 juli 2013 senator van rechtswege. Ze legde de eed af op 20 november 1996.
Astrid volgde in 1994 haar vader op als voorzitster van het Belgische Rode Kruis. De prinses zat vergaderingen en werkgroepen voor. Ze hield toezicht op de activiteiten van het Rode Kruis en de humanitaire operaties in het buitenland. Eind 2007 raakte bekend dat zij zich geen kandidaat meer stelde voor een nieuwe ambtstermijn. Daarmee liep haar mandaat af op 31 december 2007. 
Verder is Astrid erevoorzitster van de European Organisation for Research and Treatment of Cancer en sinds 19 december 2000 is ze ook erevoorzitster van de raad van bestuur van de Geneeskundige Stichting Koningin Elisabeth. Zoals bij het voorzitterschap van het Rode Kruis gaf haar vader Albert II de fakkel door aan prinses Astrid. In januari 2010 aanvaardde zij ook het erevoorzitterschap van de Damiaanactie. Ze volgde haar tante, koningin Fabiola, op die 45 jaar lang deze functie bekleedde. In 2011 bezocht de prinses India om er het werk van de Damiaanactie waar te nemen. Verder is Astrid een speciale gezant van de Roll Back Malaria Partnership, een internationale organisatie die zich inzet in de strijd tegen malaria.
In 2009 werd prinses Astrid lid van het Honorary Board van het Internationaal Paralympisch Comité.
Astrid was ook actief in internationale humanitaire activiteiten. Ze bezocht bijvoorbeeld Benin, waar ze aidspatiënten ontmoette, Thailand, waar ze een conferentie over landmijnen bijwoonde, of Cambodja, waar ze Belgische ontmijners opzocht.
Ze vertegenwoordigt ook, al dan niet met haar man Lorenz, België in het buitenland waardoor ze met personen van het hoogste niveau in contact komt. Ze leidt vooral, in opvolging van prins Filip, de delegaties bij Belgische handelsmissies. In die hoedanigheid bezocht zij Angola, Zuid-Afrika en India (2013), Colombia, Peru, Maleisië en Singapore (2014), Qatar, Canada en de Verenigde Arabische Emiraten (2015).

## Titulatuur
De officiële aanspreking van prinses Astrid is als volgt:
- 1962-1984: Hare Koninklijke Hoogheid Prinses Astrid van België
- 1984-heden: Hare Keizerlijke en Koninklijke Hoogheid Prinses Astrid van België, Aartshertogin van Oostenrijk-Este, Keizerlijk Prinses van Oostenrijk.

De overige titels die zij bezit zijn wettelijk niet erkend. Deze titels worden wel internationaal gebruikt en binnen het keizerlijk huis Habsburg-Lotharingen-Este. Het is volgens de wet Belgen immers verboden andere buitenlandse titels te dragen. Deze titels zijn onder andere "Keizerlijk Prinses van Oostenrijk en Koninklijk Prinses van Hongarije, Bohemen en Kroatië".

## Eretekens

### Ridderorden
| Lint                   | Land              | Decoratie                                                                           | Referentie     |
| Belgische orde         | Belgische orde    | Belgische orde                                                                      | Belgische orde |
| ---------------------- | ----------------- | ----------------------------------------------------------------------------------- | -------------- |
|                        | België (Ordes)    | Grootlint in de Leopoldsorde (6 juli 1997)                                          | [ 3 ] [ 4 ]    |
| Buitenlandse ordes     |                   |                                                                                     |                |
|                        | Luxemburg (Ordes) | Grootkruis in de Orde van Verdienste van Adolf van Nassau (15 maart 1999)           |                |
|                        | Nederland (Ordes) | Grootkruis in de Kroonorde (2006)                                                   |                |
|                        | Noorwegen (Ordes) | Grootkruis in de Orde van Verdienste (20 mei 2003)                                  |                |
|                        | Portugal (Ordes)  | Grootkruis in de Orde van de Infant Dom Henrique (8 maart 2006)                     |                |
|                        | Spanje (Ordes)    | Grootkruis in de Orde van Burgerlijke Verdienste (12 mei 2000)                      | [ 5 ]          |
|                        | Zweden Ordes)     | Commandeuren-Grootkruis in de Orde van de Poolster (26 april 2001)                  |                |
| Niet-koninklijke ordes |                   |                                                                                     |                |
|                        | Duitsland         | Grootkruis in de Orde van Verdienste van de Bondsrepubliek Duitsland (13 juli 1998) |                |
|                        | Hongarije         | Grootkruis in de Orde van Verdienste van de Republiek Hongarije (2008)              |                |

### Overige
- 22 mei 1997 - 26 december 2003: Medische component, Luitenant-kolonel[6]
- 26 december 2003 - heden: Medisch component, Kolonel

## Voorouders
| Filips van België (1837-1905) | Filips van België (1837-1905) | Filips van België (1837-1905)                  | Filips van België (1837-1905)                  | Filips van België (1837-1905)                  | Filips van België (1837-1905)                  |                                                |                                                | Karel Theodoor in Beieren (1839-1909) | Karel Theodoor in Beieren (1839-1909) | Karel Theodoor in Beieren (1839-1909) | Karel Theodoor in Beieren (1839-1909) | Karel Theodoor in Beieren (1839-1909) | Karel Theodoor in Beieren (1839-1909) |                                     |                                     | Oscar II van Zweden (1829-1907) | Oscar II van Zweden (1829-1907) | Oscar II van Zweden (1829-1907) | Oscar II van Zweden (1829-1907) | Oscar II van Zweden (1829-1907) | Oscar II van Zweden (1829-1907) |                               |                               | Frederik VIII van Denemarken (1843-1912) | Frederik VIII van Denemarken (1843-1912) | Frederik VIII van Denemarken (1843-1912) | Frederik VIII van Denemarken (1843-1912) | Frederik VIII van Denemarken (1843-1912) | Frederik VIII van Denemarken (1843-1912) |                                  |                                  | Don Fulco Ruffo di Calabria Santapau (1801-1848)       | Don Fulco Ruffo di Calabria Santapau (1801-1848)       | Don Fulco Ruffo di Calabria Santapau (1801-1848)       | Don Fulco Ruffo di Calabria Santapau (1801-1848)       | Don Fulco Ruffo di Calabria Santapau (1801-1848)       | Don Fulco Ruffo di Calabria Santapau (1801-1848)       |                                          |                                          | Théodore Mosselman du Chenoy (1804-1876) | Théodore Mosselman du Chenoy (1804-1876) | Théodore Mosselman du Chenoy (1804-1876) | Théodore Mosselman du Chenoy (1804-1876) | Théodore Mosselman du Chenoy (1804-1876) | Théodore Mosselman du Chenoy (1804-1876) |                             |                             | Calisto Gazelli di Rossana e di Sebastiano (1803-1875) | Calisto Gazelli di Rossana e di Sebastiano (1803-1875) | Calisto Gazelli di Rossana e di Sebastiano (1803-1875) | Calisto Gazelli di Rossana e di Sebastiano (1803-1875) | Calisto Gazelli di Rossana e di Sebastiano (1803-1875) | Calisto Gazelli di Rossana e di Sebastiano (1803-1875) |                                                |                                                | Felice Rignon (1829–1914)                        | Felice Rignon (1829–1914)                        | Felice Rignon (1829–1914)                        | Felice Rignon (1829–1914)                        | Felice Rignon (1829–1914)                        | Felice Rignon (1829–1914)                        |                                          |                                          |  |  |  |  |  |  |  |  |  |  |  |  |  |  |  |  |  |  |  |  |  |  |  |  |  |  |  |  |  |  |  |  |  |  |  |  |  |  |  |  |  |  |  |  |  |  |
| Filips van België (1837-1905) | Filips van België (1837-1905) | Filips van België (1837-1905)                  | Filips van België (1837-1905)                  | Filips van België (1837-1905)                  | Filips van België (1837-1905)                  |                                                |                                                | Karel Theodoor in Beieren (1839-1909) | Karel Theodoor in Beieren (1839-1909) | Karel Theodoor in Beieren (1839-1909) | Karel Theodoor in Beieren (1839-1909) | Karel Theodoor in Beieren (1839-1909) | Karel Theodoor in Beieren (1839-1909) |                                     |                                     | Oscar II van Zweden (1829-1907) | Oscar II van Zweden (1829-1907) | Oscar II van Zweden (1829-1907) | Oscar II van Zweden (1829-1907) | Oscar II van Zweden (1829-1907) | Oscar II van Zweden (1829-1907) |                               |                               | Frederik VIII van Denemarken (1843-1912) | Frederik VIII van Denemarken (1843-1912) | Frederik VIII van Denemarken (1843-1912) | Frederik VIII van Denemarken (1843-1912) | Frederik VIII van Denemarken (1843-1912) | Frederik VIII van Denemarken (1843-1912) |                                  |                                  | Don Fulco Ruffo di Calabria Santapau (1801-1848)       | Don Fulco Ruffo di Calabria Santapau (1801-1848)       | Don Fulco Ruffo di Calabria Santapau (1801-1848)       | Don Fulco Ruffo di Calabria Santapau (1801-1848)       | Don Fulco Ruffo di Calabria Santapau (1801-1848)       | Don Fulco Ruffo di Calabria Santapau (1801-1848)       |                                          |                                          | Théodore Mosselman du Chenoy (1804-1876) | Théodore Mosselman du Chenoy (1804-1876) | Théodore Mosselman du Chenoy (1804-1876) | Théodore Mosselman du Chenoy (1804-1876) | Théodore Mosselman du Chenoy (1804-1876) | Théodore Mosselman du Chenoy (1804-1876) |                             |                             | Calisto Gazelli di Rossana e di Sebastiano (1803-1875) | Calisto Gazelli di Rossana e di Sebastiano (1803-1875) | Calisto Gazelli di Rossana e di Sebastiano (1803-1875) | Calisto Gazelli di Rossana e di Sebastiano (1803-1875) | Calisto Gazelli di Rossana e di Sebastiano (1803-1875) | Calisto Gazelli di Rossana e di Sebastiano (1803-1875) |                                                |                                                | Felice Rignon (1829–1914)                        | Felice Rignon (1829–1914)                        | Felice Rignon (1829–1914)                        | Felice Rignon (1829–1914)                        | Felice Rignon (1829–1914)                        | Felice Rignon (1829–1914)                        |                                          |                                          |  |  |  |  |  |  |  |  |  |  |  |  |  |  |  |  |  |  |  |  |  |  |  |  |  |  |  |  |  |  |  |  |  |  |  |  |  |  |  |  |  |  |  |  |  |  |
|                               |                               | Maria van Hohenzollern-Sigmaringen (1845-1912) | Maria van Hohenzollern-Sigmaringen (1845-1912) | Maria van Hohenzollern-Sigmaringen (1845-1912) | Maria van Hohenzollern-Sigmaringen (1845-1912) | Maria van Hohenzollern-Sigmaringen (1845-1912) | Maria van Hohenzollern-Sigmaringen (1845-1912) |                                       |                                       | Maria José van Bragança (1857-1943)   | Maria José van Bragança (1857-1943)   | Maria José van Bragança (1857-1943)   | Maria José van Bragança (1857-1943)   | Maria José van Bragança (1857-1943) | Maria José van Bragança (1857-1943) |                                 |                                 | Sophia van Nassau (1836-1913)   | Sophia van Nassau (1836-1913)   | Sophia van Nassau (1836-1913)   | Sophia van Nassau (1836-1913)   | Sophia van Nassau (1836-1913) | Sophia van Nassau (1836-1913) |                                          |                                          | Louise Bernadotte (1851-1926)            | Louise Bernadotte (1851-1926)            | Louise Bernadotte (1851-1926)            | Louise Bernadotte (1851-1926)            | Louise Bernadotte (1851-1926)    | Louise Bernadotte (1851-1926)    |                                                        |                                                        | Donna Maria Felicita Alliata (1783-1842)               | Donna Maria Felicita Alliata (1783-1842)               | Donna Maria Felicita Alliata (1783-1842)               | Donna Maria Felicita Alliata (1783-1842)               | Donna Maria Felicita Alliata (1783-1842) | Donna Maria Felicita Alliata (1783-1842) |                                          |                                          | Isabelle Coghen (1822-1891)              | Isabelle Coghen (1822-1891)              | Isabelle Coghen (1822-1891)              | Isabelle Coghen (1822-1891)              | Isabelle Coghen (1822-1891) | Isabelle Coghen (1822-1891) |                                                        |                                                        | Francesca Gazelli di Rossana Cotti (1821-1965)         | Francesca Gazelli di Rossana Cotti (1821-1965)         | Francesca Gazelli di Rossana Cotti (1821-1965)         | Francesca Gazelli di Rossana Cotti (1821-1965)         | Francesca Gazelli di Rossana Cotti (1821-1965) | Francesca Gazelli di Rossana Cotti (1821-1965) |                                                  |                                                  | Luisa Peronne di San Martino (1838–1880)         | Luisa Peronne di San Martino (1838–1880)         | Luisa Peronne di San Martino (1838–1880)         | Luisa Peronne di San Martino (1838–1880)         | Luisa Peronne di San Martino (1838–1880) | Luisa Peronne di San Martino (1838–1880) |  |  |  |  |  |  |  |  |  |  |  |  |  |  |  |  |  |  |  |  |  |  |  |  |  |  |  |  |  |  |  |  |  |  |  |  |  |  |  |  |  |  |  |  |  |  |
|                               |                               | Maria van Hohenzollern-Sigmaringen (1845-1912) | Maria van Hohenzollern-Sigmaringen (1845-1912) | Maria van Hohenzollern-Sigmaringen (1845-1912) | Maria van Hohenzollern-Sigmaringen (1845-1912) | Maria van Hohenzollern-Sigmaringen (1845-1912) | Maria van Hohenzollern-Sigmaringen (1845-1912) |                                       |                                       | Maria José van Bragança (1857-1943)   | Maria José van Bragança (1857-1943)   | Maria José van Bragança (1857-1943)   | Maria José van Bragança (1857-1943)   | Maria José van Bragança (1857-1943) | Maria José van Bragança (1857-1943) |                                 |                                 | Sophia van Nassau (1836-1913)   | Sophia van Nassau (1836-1913)   | Sophia van Nassau (1836-1913)   | Sophia van Nassau (1836-1913)   | Sophia van Nassau (1836-1913) | Sophia van Nassau (1836-1913) |                                          |                                          | Louise Bernadotte (1851-1926)            | Louise Bernadotte (1851-1926)            | Louise Bernadotte (1851-1926)            | Louise Bernadotte (1851-1926)            | Louise Bernadotte (1851-1926)    | Louise Bernadotte (1851-1926)    |                                                        |                                                        | Donna Maria Felicita Alliata (1783-1842)               | Donna Maria Felicita Alliata (1783-1842)               | Donna Maria Felicita Alliata (1783-1842)               | Donna Maria Felicita Alliata (1783-1842)               | Donna Maria Felicita Alliata (1783-1842) | Donna Maria Felicita Alliata (1783-1842) |                                          |                                          | Isabelle Coghen (1822-1891)              | Isabelle Coghen (1822-1891)              | Isabelle Coghen (1822-1891)              | Isabelle Coghen (1822-1891)              | Isabelle Coghen (1822-1891) | Isabelle Coghen (1822-1891) |                                                        |                                                        | Francesca Gazelli di Rossana Cotti (1821-1965)         | Francesca Gazelli di Rossana Cotti (1821-1965)         | Francesca Gazelli di Rossana Cotti (1821-1965)         | Francesca Gazelli di Rossana Cotti (1821-1965)         | Francesca Gazelli di Rossana Cotti (1821-1965) | Francesca Gazelli di Rossana Cotti (1821-1965) |                                                  |                                                  | Luisa Peronne di San Martino (1838–1880)         | Luisa Peronne di San Martino (1838–1880)         | Luisa Peronne di San Martino (1838–1880)         | Luisa Peronne di San Martino (1838–1880)         | Luisa Peronne di San Martino (1838–1880) | Luisa Peronne di San Martino (1838–1880) |  |  |  |  |  |  |  |  |  |  |  |  |  |  |  |  |  |  |  |  |  |  |  |  |  |  |  |  |  |  |  |  |  |  |  |  |  |  |  |  |  |  |  |  |  |  |
| Albert I (1875-1934)          | Albert I (1875-1934)          | Albert I (1875-1934)                           | Albert I (1875-1934)                           | Albert I (1875-1934)                           | Albert I (1875-1934)                           |                                                |                                                | Elisabeth in Beieren (1876-1965)      | Elisabeth in Beieren (1876-1965)      | Elisabeth in Beieren (1876-1965)      | Elisabeth in Beieren (1876-1965)      | Elisabeth in Beieren (1876-1965)      | Elisabeth in Beieren (1876-1965)      |                                     |                                     | Karel van Zweden (1861-1951)    | Karel van Zweden (1861-1951)    | Karel van Zweden (1861-1951)    | Karel van Zweden (1861-1951)    | Karel van Zweden (1861-1951)    | Karel van Zweden (1861-1951)    |                               |                               | Ingeborg van Denemarken (1877-1973)      | Ingeborg van Denemarken (1877-1973)      | Ingeborg van Denemarken (1877-1973)      | Ingeborg van Denemarken (1877-1973)      | Ingeborg van Denemarken (1877-1973)      | Ingeborg van Denemarken (1877-1973)      |                                  |                                  | Fulco Beniamino Tristano Ruffo di Calabria (1848-1901) | Fulco Beniamino Tristano Ruffo di Calabria (1848-1901) | Fulco Beniamino Tristano Ruffo di Calabria (1848-1901) | Fulco Beniamino Tristano Ruffo di Calabria (1848-1901) | Fulco Beniamino Tristano Ruffo di Calabria (1848-1901) | Fulco Beniamino Tristano Ruffo di Calabria (1848-1901) |                                          |                                          | Laura Mosselman du Chenoy (1851-1925)    | Laura Mosselman du Chenoy (1851-1925)    | Laura Mosselman du Chenoy (1851-1925)    | Laura Mosselman du Chenoy (1851-1925)    | Laura Mosselman du Chenoy (1851-1925)    | Laura Mosselman du Chenoy (1851-1925)    |                             |                             | Augusto Filippo Stanislas Gazelli (1855-1937)          | Augusto Filippo Stanislas Gazelli (1855-1937)          | Augusto Filippo Stanislas Gazelli (1855-1937)          | Augusto Filippo Stanislas Gazelli (1855-1937)          | Augusto Filippo Stanislas Gazelli (1855-1937)          | Augusto Filippo Stanislas Gazelli (1855-1937)          |                                                |                                                | Maria Cristina Giovanna Luisa Rignon (1858-1930) | Maria Cristina Giovanna Luisa Rignon (1858-1930) | Maria Cristina Giovanna Luisa Rignon (1858-1930) | Maria Cristina Giovanna Luisa Rignon (1858-1930) | Maria Cristina Giovanna Luisa Rignon (1858-1930) | Maria Cristina Giovanna Luisa Rignon (1858-1930) |                                          |                                          |  |  |  |  |  |  |  |  |  |  |  |  |  |  |  |  |  |  |  |  |  |  |  |  |  |  |  |  |  |  |  |  |  |  |  |  |  |  |  |  |  |  |  |  |  |  |
| Albert I (1875-1934)          | Albert I (1875-1934)          | Albert I (1875-1934)                           | Albert I (1875-1934)                           | Albert I (1875-1934)                           | Albert I (1875-1934)                           |                                                |                                                | Elisabeth in Beieren (1876-1965)      | Elisabeth in Beieren (1876-1965)      | Elisabeth in Beieren (1876-1965)      | Elisabeth in Beieren (1876-1965)      | Elisabeth in Beieren (1876-1965)      | Elisabeth in Beieren (1876-1965)      |                                     |                                     | Karel van Zweden (1861-1951)    | Karel van Zweden (1861-1951)    | Karel van Zweden (1861-1951)    | Karel van Zweden (1861-1951)    | Karel van Zweden (1861-1951)    | Karel van Zweden (1861-1951)    |                               |                               | Ingeborg van Denemarken (1877-1973)      | Ingeborg van Denemarken (1877-1973)      | Ingeborg van Denemarken (1877-1973)      | Ingeborg van Denemarken (1877-1973)      | Ingeborg van Denemarken (1877-1973)      | Ingeborg van Denemarken (1877-1973)      |                                  |                                  | Fulco Beniamino Tristano Ruffo di Calabria (1848-1901) | Fulco Beniamino Tristano Ruffo di Calabria (1848-1901) | Fulco Beniamino Tristano Ruffo di Calabria (1848-1901) | Fulco Beniamino Tristano Ruffo di Calabria (1848-1901) | Fulco Beniamino Tristano Ruffo di Calabria (1848-1901) | Fulco Beniamino Tristano Ruffo di Calabria (1848-1901) |                                          |                                          | Laura Mosselman du Chenoy (1851-1925)    | Laura Mosselman du Chenoy (1851-1925)    | Laura Mosselman du Chenoy (1851-1925)    | Laura Mosselman du Chenoy (1851-1925)    | Laura Mosselman du Chenoy (1851-1925)    | Laura Mosselman du Chenoy (1851-1925)    |                             |                             | Augusto Filippo Stanislas Gazelli (1855-1937)          | Augusto Filippo Stanislas Gazelli (1855-1937)          | Augusto Filippo Stanislas Gazelli (1855-1937)          | Augusto Filippo Stanislas Gazelli (1855-1937)          | Augusto Filippo Stanislas Gazelli (1855-1937)          | Augusto Filippo Stanislas Gazelli (1855-1937)          |                                                |                                                | Maria Cristina Giovanna Luisa Rignon (1858-1930) | Maria Cristina Giovanna Luisa Rignon (1858-1930) | Maria Cristina Giovanna Luisa Rignon (1858-1930) | Maria Cristina Giovanna Luisa Rignon (1858-1930) | Maria Cristina Giovanna Luisa Rignon (1858-1930) | Maria Cristina Giovanna Luisa Rignon (1858-1930) |                                          |                                          |  |  |  |  |  |  |  |  |  |  |  |  |  |  |  |  |  |  |  |  |  |  |  |  |  |  |  |  |  |  |  |  |  |  |  |  |  |  |  |  |  |  |  |  |  |  |
|                               |                               |                                                |                                                |                                                |                                                |                                                |                                                |                                       |                                       |                                       |                                       |                                       |                                       |                                     |                                     |                                 |                                 |                                 |                                 |                                 |                                 |                               |                               |                                          |                                          |                                          |                                          |                                          |                                          |                                  |                                  |                                                        |                                                        |                                                        |                                                        |                                                        |                                                        |                                          |                                          |                                          |                                          |                                          |                                          |                                          |                                          |                             |                             |                                                        |                                                        |                                                        |                                                        |                                                        |                                                        |                                                |                                                |                                                  |                                                  |                                                  |                                                  |                                                  |                                                  |                                          |                                          |  |  |  |  |  |  |  |  |  |  |  |  |  |  |  |  |  |  |  |  |  |  |  |  |  |  |  |  |  |  |  |  |  |  |  |  |  |  |  |  |  |  |  |  |  |  |
|                               |                               |                                                |                                                |                                                |                                                | Leopold III (1901-1983)                        | Leopold III (1901-1983)                        | Leopold III (1901-1983)               | Leopold III (1901-1983)               | Leopold III (1901-1983)               | Leopold III (1901-1983)               |                                       |                                       |                                     |                                     |                                 |                                 | Astrid van Zweden (1905-1935)   | Astrid van Zweden (1905-1935)   | Astrid van Zweden (1905-1935)   | Astrid van Zweden (1905-1935)   | Astrid van Zweden (1905-1935) | Astrid van Zweden (1905-1935) |                                          |                                          |                                          |                                          |                                          |                                          |                                  |                                  |                                                        |                                                        |                                                        |                                                        |                                                        |                                                        | Fulco Ruffo di Calabria (1884-1946)      | Fulco Ruffo di Calabria (1884-1946)      | Fulco Ruffo di Calabria (1884-1946)      | Fulco Ruffo di Calabria (1884-1946)      | Fulco Ruffo di Calabria (1884-1946)      | Fulco Ruffo di Calabria (1884-1946)      |                                          |                                          |                             |                             |                                                        |                                                        | Luisa Gazelli (1896-1989)                              | Luisa Gazelli (1896-1989)                              | Luisa Gazelli (1896-1989)                              | Luisa Gazelli (1896-1989)                              | Luisa Gazelli (1896-1989)                      | Luisa Gazelli (1896-1989)                      |                                                  |                                                  |                                                  |                                                  |                                                  |                                                  |                                          |                                          |  |  |  |  |  |  |  |  |  |  |  |  |  |  |  |  |  |  |  |  |  |  |  |  |  |  |  |  |  |  |  |  |  |  |  |  |  |  |  |  |  |  |  |  |  |  |
|                               |                               |                                                |                                                |                                                |                                                | Leopold III (1901-1983)                        | Leopold III (1901-1983)                        | Leopold III (1901-1983)               | Leopold III (1901-1983)               | Leopold III (1901-1983)               | Leopold III (1901-1983)               |                                       |                                       |                                     |                                     |                                 |                                 | Astrid van Zweden (1905-1935)   | Astrid van Zweden (1905-1935)   | Astrid van Zweden (1905-1935)   | Astrid van Zweden (1905-1935)   | Astrid van Zweden (1905-1935) | Astrid van Zweden (1905-1935) |                                          |                                          |                                          |                                          |                                          |                                          |                                  |                                  |                                                        |                                                        |                                                        |                                                        |                                                        |                                                        | Fulco Ruffo di Calabria (1884-1946)      | Fulco Ruffo di Calabria (1884-1946)      | Fulco Ruffo di Calabria (1884-1946)      | Fulco Ruffo di Calabria (1884-1946)      | Fulco Ruffo di Calabria (1884-1946)      | Fulco Ruffo di Calabria (1884-1946)      |                                          |                                          |                             |                             |                                                        |                                                        | Luisa Gazelli (1896-1989)                              | Luisa Gazelli (1896-1989)                              | Luisa Gazelli (1896-1989)                              | Luisa Gazelli (1896-1989)                              | Luisa Gazelli (1896-1989)                      | Luisa Gazelli (1896-1989)                      |                                                  |                                                  |                                                  |                                                  |                                                  |                                                  |                                          |                                          |  |  |  |  |  |  |  |  |  |  |  |  |  |  |  |  |  |  |  |  |  |  |  |  |  |  |  |  |  |  |  |  |  |  |  |  |  |  |  |  |  |  |  |  |  |  |
|                               |                               |                                                |                                                |                                                |                                                |                                                |                                                |                                       |                                       |                                       |                                       |                                       |                                       |                                     |                                     |                                 |                                 |                                 |                                 |                                 |                                 |                               |                               |                                          |                                          |                                          |                                          |                                          |                                          |                                  |                                  |                                                        |                                                        |                                                        |                                                        |                                                        |                                                        |                                          |                                          |                                          |                                          |                                          |                                          |                                          |                                          |                             |                             |                                                        |                                                        |                                                        |                                                        |                                                        |                                                        |                                                |                                                |                                                  |                                                  |                                                  |                                                  |                                                  |                                                  |                                          |                                          |  |  |  |  |  |  |  |  |  |  |  |  |  |  |  |  |  |  |  |  |  |  |  |  |  |  |  |  |  |  |  |  |  |  |  |  |  |  |  |  |  |  |  |  |  |  |
|                               |                               |                                                |                                                |                                                |                                                |                                                |                                                |                                       |                                       |                                       |                                       |                                       |                                       |                                     |                                     | Albert II (1934-)               | Albert II (1934-)               | Albert II (1934-)               | Albert II (1934-)               | Albert II (1934-)               | Albert II (1934-)               |                               |                               |                                          |                                          |                                          |                                          |                                          |                                          |                                  |                                  |                                                        |                                                        |                                                        |                                                        |                                                        |                                                        |                                          |                                          | Paola Ruffo di Calabria (1937-)          | Paola Ruffo di Calabria (1937-)          | Paola Ruffo di Calabria (1937-)          | Paola Ruffo di Calabria (1937-)          | Paola Ruffo di Calabria (1937-)          | Paola Ruffo di Calabria (1937-)          |                             |                             |                                                        |                                                        |                                                        |                                                        |                                                        |                                                        |                                                |                                                |                                                  |                                                  |                                                  |                                                  |                                                  |                                                  |                                          |                                          |  |  |  |  |  |  |  |  |  |  |  |  |  |  |  |  |  |  |  |  |  |  |  |  |  |  |  |  |  |  |  |  |  |  |  |  |  |  |  |  |  |  |  |  |  |  |
|                               |                               |                                                |                                                |                                                |                                                |                                                |                                                |                                       |                                       |                                       |                                       |                                       |                                       |                                     |                                     | Albert II (1934-)               | Albert II (1934-)               | Albert II (1934-)               | Albert II (1934-)               | Albert II (1934-)               | Albert II (1934-)               |                               |                               |                                          |                                          |                                          |                                          |                                          |                                          |                                  |                                  |                                                        |                                                        |                                                        |                                                        |                                                        |                                                        |                                          |                                          | Paola Ruffo di Calabria (1937-)          | Paola Ruffo di Calabria (1937-)          | Paola Ruffo di Calabria (1937-)          | Paola Ruffo di Calabria (1937-)          | Paola Ruffo di Calabria (1937-)          | Paola Ruffo di Calabria (1937-)          |                             |                             |                                                        |                                                        |                                                        |                                                        |                                                        |                                                        |                                                |                                                |                                                  |                                                  |                                                  |                                                  |                                                  |                                                  |                                          |                                          |  |  |  |  |  |  |  |  |  |  |  |  |  |  |  |  |  |  |  |  |  |  |  |  |  |  |  |  |  |  |  |  |  |  |  |  |  |  |  |  |  |  |  |  |  |  |
|                               |                               |                                                |                                                |                                                |                                                |                                                |                                                |                                       |                                       |                                       |                                       |                                       |                                       |                                     |                                     |                                 |                                 |                                 |                                 |                                 |                                 |                               |                               |                                          |                                          |                                          |                                          |                                          |                                          |                                  |                                  |                                                        |                                                        |                                                        |                                                        |                                                        |                                                        |                                          |                                          |                                          |                                          |                                          |                                          |                                          |                                          |                             |                             |                                                        |                                                        |                                                        |                                                        |                                                        |                                                        |                                                |                                                |                                                  |                                                  |                                                  |                                                  |                                                  |                                                  |                                          |                                          |  |  |  |  |  |  |  |  |  |  |  |  |  |  |  |  |  |  |  |  |  |  |  |  |  |  |  |  |  |  |  |  |  |  |  |  |  |  |  |  |  |  |  |  |  |  |
|                               |                               |                                                |                                                |                                                |                                                |                                                |                                                |                                       |                                       |                                       |                                       |                                       |                                       |                                     |                                     |                                 |                                 |                                 |                                 |                                 |                                 |                               |                               |                                          |                                          |                                          |                                          |                                          |                                          |                                  |                                  |                                                        |                                                        |                                                        |                                                        |                                                        |                                                        |                                          |                                          |                                          |                                          |                                          |                                          |                                          |                                          |                             |                             |                                                        |                                                        |                                                        |                                                        |                                                        |                                                        |                                                |                                                |                                                  |                                                  |                                                  |                                                  |                                                  |                                                  |                                          |                                          |  |  |  |  |  |  |  |  |  |  |  |  |  |  |  |  |  |  |  |  |  |  |  |  |  |  |  |  |  |  |  |  |  |  |  |  |  |  |  |  |  |  |  |  |  |  |
|                               |                               |                                                |                                                |                                                |                                                |                                                |                                                |                                       |                                       |                                       |                                       |                                       |                                       |                                     |                                     |                                 |                                 | Filip (1960-)                   | Filip (1960-)                   | Filip (1960-)                   | Filip (1960-)                   | Filip (1960-)                 | Filip (1960-)                 |                                          |                                          |                                          |                                          | Astrid van Saksen-Coburg (1962-)         | Astrid van Saksen-Coburg (1962-)         | Astrid van Saksen-Coburg (1962-) | Astrid van Saksen-Coburg (1962-) | Astrid van Saksen-Coburg (1962-)                       | Astrid van Saksen-Coburg (1962-)                       |                                                        |                                                        |                                                        |                                                        | Laurens van Saksen-Coburg (1963-)        | Laurens van Saksen-Coburg (1963-)        | Laurens van Saksen-Coburg (1963-)        | Laurens van Saksen-Coburg (1963-)        | Laurens van Saksen-Coburg (1963-)        | Laurens van Saksen-Coburg (1963-)        |                                          |                                          |                             |                             |                                                        |                                                        |                                                        |                                                        |                                                        |                                                        |                                                |                                                |                                                  |                                                  |                                                  |                                                  |                                                  |                                                  |                                          |                                          |  |  |  |  |  |  |  |  |  |  |  |  |  |  |  |  |  |  |  |  |  |  |  |  |  |  |  |  |  |  |  |  |  |  |  |  |  |  |  |  |  |  |  |  |  |  |